# St. Nikolaus (Lauterbach)

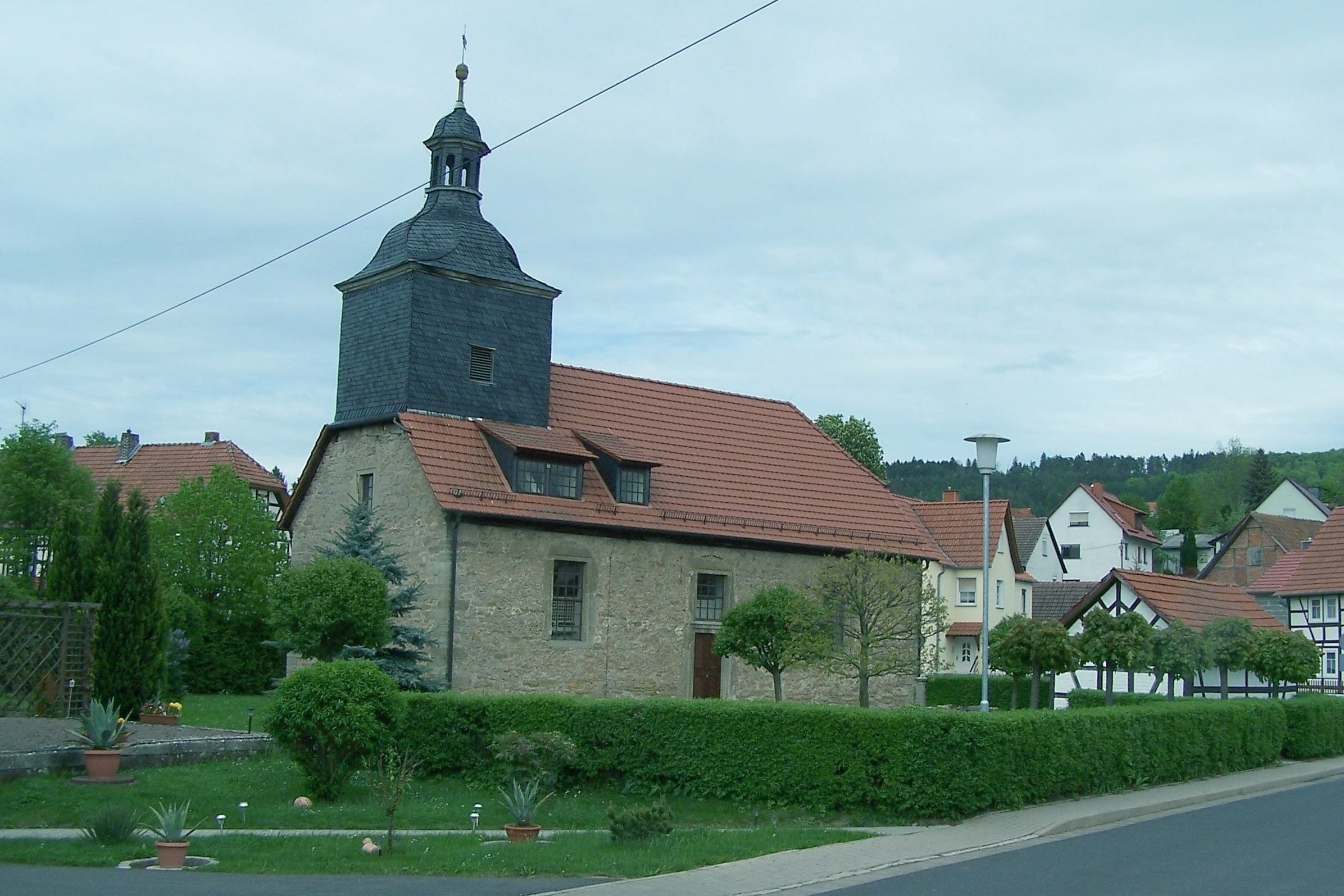
Die Kirche

Die evangelisch-lutherische Dorfkirche St. Nikolaus steht in der Gemeinde Lauterbach im Wartburgkreis in Thüringen.

## Geschichte
Seit 1701 steht das Gotteshaus in seiner Pracht an dieser Stelle. Ein kleiner Anbau, der die Winterkirche beherbergt, wurde seither angebracht. Er dient auch für Gemeindeveranstaltungen. Mit Fleiß haben sich die Lauterbacher an der Restaurierung ihrer Kirche beteiligt und sie ermöglicht.

## Ausstattung
Der Marienaltar ist aus dem 15. Jahrhundert und belegt indirekt, dass es um diese Zeit schon ein Vorgängergotteshaus gab. Auf dem Altar ist Maria mit dem Jesuskind auf einer Mondsichel dargestellt. Sie ist umgeben von vier Heiligenfiguren und Bildern aus dem Leben Marias. Der Schnitzaltar ist wohl eines der schönsten mittelalterlichen Zeugnisse der Region.

## Orgel
Die Kirche verfügt über eine Orgel aus der ersten Hälfte des 19. Jahrhunderts. Sie hat 10 Register, verteilt auf ein Manuale und Pedal.